# لوكاس روزا
لوكاس روزا هو لاعب كرة قدم برازيلي، ولد في 3 أبريل 2000 في ريبيراو بريتو في البرازيل. لعب مع نادي بالميراس.